# 新戦艦高千穂
新戦艦高千穂（しんせんかんたかちほ）は、平田晋策による海洋冒険小説である。
1935年（昭和10年）7月から翌年3月まで少年倶楽部に連載された。

## 概要
平田晋策（1904年-1936年）は現在の兵庫県赤穂市出身で、旧制中学を中退した後、賀川豊彦のもとで社会運動に目覚める。10代後半から左翼活動に参加したが、暁民共産党事件に関わったことで当局の摘発に遭い、逮捕・転向した。その後1928年頃からは、国際関係や軍事問題を取り上げた著述活動を始め、やがて在野の軍事評論家として知られるようになった。更に当時すでに有力出版社であった大日本雄弁会講談社（現・講談社）への軍事評論寄稿をきっかけに、同社から小説執筆の勧誘を受けると、1933年以降は軍事知識を活かした小説を多数執筆して人気作家となった。
中でも少年向けの軍事冒険小説『昭和遊撃隊』（1934年1-12月　「少年倶楽部」連載）は大きなヒットとなり、少年層の人気を集めたことから、これに続く「少年倶楽部」連載作品として企画されたのが本作であった。
平田は作家活動で得た知名度を生かして政界進出を目指し、1936年2月の第19回衆議院議員総選挙出馬を図ったが、本作連載の最終章を脱稿した後の1936年1月、選挙運動に赴いた郷里の兵庫県で自動車事故による重傷を負い、1月28日に31歳で急逝した。このため、本作は平田の遺作となった。
平田の兄は医師の平田内蔵吉で、その孫は劇作家の平田オリザ。オリザによると、平田家が薬問屋だったため晋策にはある程度の科学知識があり、それまでの軍事小説が精神論中心のものだったのに対し、初めてSFの名に値する大衆児童文学を書きえたという。

## ストーリー
193X年、北極探険船「北斗丸」と新戦艦「高千穂」は、大量の資源が眠っているという「北極秘密境」を発見、開拓すべく北極へと出港した。だが、これと同時にA国（モデルはアメリカ合衆国）、B国（モデルはソビエト連邦）も秘密境を自らの領土とすべく探険艦隊を派遣していた。ここに秘密境争奪戦は始まったのである。

## 主要登場人物

### 日本
小川寛（おがわ ゆたか）
本作の主人公。13歳の少年。まだ城南中学の一年生だが、剣道や植芝武道の達人であり、「北斗丸」の水上機「春鳥」の操縦もこなす。小川家は代々海軍士官の家系であり、寛も将来は海軍軍人になることを夢見ている。父である小川明少佐が艦長を務める「北斗丸」に少年給仕として乗り込み、北極秘密境への航海に参加した。
勝山一枝（かつやま かずえ）
本作のヒロイン。勝山家の令嬢であり、寛の従妹にあたる。男勝りな性格で、まだ少女でありながら二等飛行士の免状を持ち、親交のある立川飛行連隊の面々からは「かわいい燕」と呼ばれている。父である勝山一郎少将に「高千穂」への乗艦をせがむが許されず、愛機であるフォッカー型単葉機「燕（つばくろ）」を駆って探検艦隊を追う。
小川明（おがわ あきら）
寛の父親で、海軍少佐。海軍内でも三番と下らない戦術家である。「北斗丸」の独立指揮官を務めており、潜水艦呂32の艦長を務めていた経験から、後に鹵獲潜水艦「黒鯨」の艦長となった。かつて祖父である小川保大尉と、父である小川重行大佐が北極探検を試みるが遭難してしまっており、それの弔い合戦として北極へと向かう。勝山家に財産を奪われたと誤解しており、勝山少将や一枝を嫌っていた。
勝山一郎（かつやま いちろう）
一枝の父親で、海軍少将。「第二の秋山真之」との呼び声も高い名将で、「高千穂」旗下の北洋艦隊の指揮官を務める。かつて勝山家は二度に渡る北極探検によって莫大な借金を作った小川家に対して、借金の返済を肩代わりした後に、保大尉の頼みによって財産の一部を預かっており、この事から小川家の財産を奪ったと明に誤解されていた。
明智三郎（あけち さぶろう）
北洋で操業している漁船「海神丸」の船長。負けず嫌いかつかなりのお調子者で、「北斗丸」の面々との初対面時には「明智左馬之介光春」と名乗りを挙げており、地の文ではその後も主に「明智左馬之介」と呼ばれていた。また、柔道四段の腕前も持っている。「北斗丸」によってボローキンの略奪から助けられた後、寛の事を気に入り「海神丸」で探検艦隊に同行する。
橋本久太郎（はしもと きゅうたろう）
「高千穂」に乗り込んでいる二等兵曹。あだ名は「久太」で、劇中ではもっぱらその名で呼ばれている。勝山家の執事の息子であり、主人である勝山少将にあこがれて海軍に入隊した。明智船長同様のお調子者で、顔を合わせてからはしばしば口げんかを続けている。また、勝山家の屋敷がある目白○○町では、相撲で彼に勝てるものはいないという。

### A国
マッデン
戦艦「ライオン」に座乗するA国北洋艦隊の司令官。階級は中将。紳士然とした人物で、日本艦隊に秘密境を見つけさせた後に、それを横取りするという計画を立てる策略家だが、名誉よりも部下の命を優先する面もある。
ドース
マッデンの副官で、「ライオン」の艦長を務める。階級は大佐。日本人を劣等民族と見なしている。
サム
「ライオン」に乗り込んでいる二等兵曹。「ブル兵曹」というあだ名を持つA国艦隊有数の乱暴者で、世界選手権を狙うほどの腕前を持つ。

### B国
エニセイ
戦艦「マラー」に座乗するB国北洋艦隊の司令官。氷海の戦闘では世界一との呼び声も高いが、勝山中将やマッデンほどの知略はない。
ゲー・ボローキン
砲艦「イワン」の艦長。ユダヤ人。卑怯かつ小心者で、北海で操業する「海神丸」などの漁船から略奪を行っている。

### その他
オスカー・パークス
実在した軍艦研究家（en）。『ジェーン海軍年鑑』193X年版に「高千穂」を絶賛する記事（無論架空）を執筆した。

## 登場艦船

### 日本
全艦が新開発の電気砕氷装置を搭載している。
高千穂
本作の主役艦。北極探険の為に建造されたもので、「不沈艦」と例えられる程の性能を持つ。モデルは金剛代艦とダンケルク級戦艦。
- 排水量：36,000t
- 全長：200m
- 全幅：30m
- 喫水：10m
- 舷側最大装甲厚：40cm（本田鉄鋼B号[2]使用）
- 甲板最大装甲厚：20cm（上同）
- 機関：艦本式ディーゼル二十万馬力
- 速力：33ノット
- 航続距離：30,000海里
- 主砲：四連装40cm砲×3
- 副砲：四連装15cm砲×4
- 高角砲：連装13cm高角砲×6 小高角砲八門（呉式電気砲[3]）
- 機関砲：八門
- 魚雷発射管：二台（水中）
- 機雷：80個
- 航空兵装：九五式カタパルト四台[4] 九X式水上機16機

北斗丸
北極探険船。2,000tの帆走船であり、ディーゼル機関を備える。民間船であるが15cm砲と九五式カタパルト二台を装備しており、「春鳥」「夏鳥」の二機の水上機を艦載している。
天城
練習戦艦、A国艦隊に撃沈された。
- 排水量：19500t
- 速力：18ノット
- 主砲：36cm砲六門
- 副砲：15cm砲16門
- 高角砲：12.7cm高角砲四門 8cm高角砲四門

千島
運送艦、A国艦隊に撃沈された。
- 排水量：22000t
- 速力：20ノット
- 主砲：15cm砲四門
- 高角砲：12.7cm高角砲四門
- 航空兵装：カタパルト一台

畝傍
明治十九年に行方不明になった、実在する防護巡洋艦。実は密かに北極探険を行っていたが、秘密境付近で遭難してしまっていた。
浦風
実在する浦風型駆逐艦。犬吠埼沖合まで「北斗丸」に随伴した。
信濃
第○艦隊旗艦の戦艦。名称のみ登場。

### A国
ライオン
A国北洋艦隊の旗艦を務める戦艦。モデルはコロラド級戦艦。同型艦に「アマゾン」「アンデス」がある。「アマゾン」は「黒鯨」に、「ライオン」「アンデス」は「高千穂」に撃沈された。
- 排水量：33000t
- 速力：23ノット
- 主砲：40cm砲八門
- 副砲：15cm砲16門
- 高角砲：13cm高角砲八門
- 航空兵装：カタパルト三台 水上機八機

黒鯨（ブラック・ホエール）
潜水艦。後に「高千穂」に捕獲され、日本潜水艦「黒鯨（くろくじら)」となる。
- 排水量：2800t
- 速力：20ノット(水上) 12ノット(水中)
- 主砲：13cm砲二門
- 高角砲：8cm高角砲二門
- 航空兵装：水上機一機

イーグル
水上機母艦。「黒鯨」に撃沈された。
- 排水量：20000t
- 速力：21ノット
- 主砲：15cm砲六門
- 高角砲：12cm高角砲十門
- 航空兵装：カタパルト六基 水上機28機

パイロット
砕氷艦。「黒鯨」に撃沈された。
- 排水量：3000t
- 速力：20ノット
- 主砲：8cm砲四門
- 航空兵装：カタパルト一基 水上機二機

マルコポーロ
戦艦。A国太平洋艦隊旗艦を務める。名称のみ登場。

### B国
マラー
B国北洋艦隊旗艦の戦艦。モデルはネヴァダ級戦艦の模様。同型艦に「ダントン」「ナチョナーレ」が存在する。三隻とも「高千穂」に撃沈された。
- 排水量：27000t
- 速力：24ノット
- 主砲：36cm砲十門
- 副砲：15cm砲16門
- 高角砲：12cm高角砲八門
- 航空兵装：カタパルト二基 水上機六機

シベリア
砕氷艦。ソライト爆破装置を搭載している。「高千穂」に捕獲されるも損害がひどいため放置された。
- 排水量：3500t
- 速力：20ノット
- 主砲：12cm高角砲四門
- 航空兵装：カタパルト一基 水上機二機

イワン
オホーツク海近辺の警備を担当していた砲艦。排水量は1500tであり、12cm砲を三門装備している。付近で操業している日本の漁船から略奪行為を行っており、漁師たちからは「海の狼」とあだ名されている。

## 影響
本作の発表により平田晋策は一躍流行作家となり、大日本帝国海軍も戦意高揚への利用を図った。軍国少年の中には「新戦艦高千穂」の実在を信じていた者もいたほどだったという。
斎藤貴男は梶原一騎『新戦艦大和』は本作がヒントになったと指摘しており、間接的に『宇宙戦艦ヤマト』のルーツになっているといえる。
また、佐藤大輔の架空戦記小説「レッドサン ブラッククロス」にも、本作に登場する高千穂をモデルとした日本帝国海軍の「高千穂級戦艦」が登場する。

## 単行本
少年倶楽部での連載完結後すぐの単行本刊行のほか、太平洋戦争後に幾度かの再刊や全集収録が行われている。
- 「新戦艦高千穂」（大日本雄弁会講談社　1936年2月）
- 「新戦艦高千穂」（講談社　1970年）
- 「少年小説大系  第17巻」（三一書房　1994年2月）
- 「新戦艦高千穂」（真珠書院・パール文庫　2013年11月）[7]